# Bomolochus unicirrus
Bomolochus unicirrus is een eenoogkreeftjessoort uit de familie van de Bomolochidae. De wetenschappelijke naam van de soort is voor het eerst geldig gepubliceerd in 1880 door Richiardi.